# Chlamys subsulcata
Chlamys subsulcata är en musselart som först beskrevs av Étienne Alexandre Arnould Locard 1898.  Chlamys subsulcata ingår i släktet Chlamys och familjen kammusslor. Inga underarter finns listade i Catalogue of Life.